# Yanggu, Shandong
Comitatul Yanggu (în chineză simplificată: 阳谷县; chineză tradițională: 陽穀縣; pinyin: Yánggǔ Xiàn) este un comitat din vestul provinciei Shandong, Republica Populară Chineză, care se învecinează la sud cu fâșia îngustă a provinciei Henan. Este administrat de orașul prefectoral Liaocheng⁠(d).
Populația sa era de 748.818 de locuitori în 1999.

## Diviziuni administrative
Din 2012, acest comitat este împărțit în 3 subdistricte, 10 orașe și 5 localități.
Subdistricte
- Subdistrictul Bojiqiao (博济桥街道)
- Subdistrictul Qiaorun (侨润街道)
- Subdistrictul Shizilou (狮子楼街道)

Orașe
| - Yanlou⁠(d) (阎楼镇) - Echeng⁠(d) (阿城镇) - Qiji (七级镇) - Anle⁠(d) (安乐镇) - Dingshui⁠(d) (定水镇) | - Shifo⁠(d) (石佛镇) - Litai⁠(d) (李台镇) - Shouzhang⁠(d) (寿张镇) - Shiwuliyuan⁠(d) (十五里园镇) - Zhangqiu (张秋镇) |

Municipii
| - Municipiul Guodiantun (郭店屯乡) - Municipiul Dabu (大布乡) - Municipiul Xihu (西湖乡) | - Municipiul Gaomiaowang (高庙王乡) - Municipiul Jindouying (金斗营乡) |

## Clima
| Date climatice pentru Yanggu (1991–2020 normals, extremes 1981–2010) | Date climatice pentru Yanggu (1991–2020 normals, extremes 1981–2010) | Date climatice pentru Yanggu (1991–2020 normals, extremes 1981–2010) | Date climatice pentru Yanggu (1991–2020 normals, extremes 1981–2010) | Date climatice pentru Yanggu (1991–2020 normals, extremes 1981–2010) | Date climatice pentru Yanggu (1991–2020 normals, extremes 1981–2010) | Date climatice pentru Yanggu (1991–2020 normals, extremes 1981–2010) | Date climatice pentru Yanggu (1991–2020 normals, extremes 1981–2010) | Date climatice pentru Yanggu (1991–2020 normals, extremes 1981–2010) | Date climatice pentru Yanggu (1991–2020 normals, extremes 1981–2010) | Date climatice pentru Yanggu (1991–2020 normals, extremes 1981–2010) | Date climatice pentru Yanggu (1991–2020 normals, extremes 1981–2010) | Date climatice pentru Yanggu (1991–2020 normals, extremes 1981–2010) | Date climatice pentru Yanggu (1991–2020 normals, extremes 1981–2010) |
| Luna                                                                 | Ian                                                                  | Feb                                                                  | Mar                                                                  | Apr                                                                  | Mai                                                                  | Iun                                                                  | Iul                                                                  | Aug                                                                  | Sep                                                                  | Oct                                                                  | Nov                                                                  | Dec                                                                  | Anual                                                                |
| -------------------------------------------------------------------- | -------------------------------------------------------------------- | -------------------------------------------------------------------- | -------------------------------------------------------------------- | -------------------------------------------------------------------- | -------------------------------------------------------------------- | -------------------------------------------------------------------- | -------------------------------------------------------------------- | -------------------------------------------------------------------- | -------------------------------------------------------------------- | -------------------------------------------------------------------- | -------------------------------------------------------------------- | -------------------------------------------------------------------- | -------------------------------------------------------------------- |
| Maxima medie °C (°F)                                                 | 4.1 (39,4)                                                           | 8.3 (46,9)                                                           | 14.6 (58,3)                                                          | 20.9 (69,6)                                                          | 26.4 (79,5)                                                          | 31.7 (89,1)                                                          | 31.9 (89,4)                                                          | 30.4 (86,7)                                                          | 27.0 (80,6)                                                          | 21.3 (70,3)                                                          | 12.7 (54,9)                                                          | 5.8 (42,4)                                                           | 19,59 (67,27)                                                        |
| Media zilnică °C (°F)                                                | −1.2 (29,8)                                                          | 2.5 (36,5)                                                           | 8.6 (47,5)                                                           | 14.9 (58,8)                                                          | 20.6 (69,1)                                                          | 25.7 (78,3)                                                          | 27.2 (81)                                                            | 25.6 (78,1)                                                          | 21.0 (69,8)                                                          | 15.1 (59,2)                                                          | 7.1 (44,8)                                                           | 0.7 (33,3)                                                           | 13,98 (57,17)                                                        |
| Minima medie °C (°F)                                                 | −5.3 (22,5)                                                          | −2.1 (28,2)                                                          | 3.4 (38,1)                                                           | 9.4 (48,9)                                                           | 14.9 (58,8)                                                          | 20.2 (68,4)                                                          | 23.1 (73,6)                                                          | 21.7 (71,1)                                                          | 16.3 (61,3)                                                          | 10.0 (50)                                                            | 2.6 (36,7)                                                           | −3.4 (25,9)                                                          | 9,23 (48,62)                                                         |
| Minima istorică °C (°F)                                              | −18.9 (−2.0)                                                         | −16.4 (2,5)                                                          | −9.4 (15,1)                                                          | −2.2 (28)                                                            | 2.6 (36,7)                                                           | 9.3 (48,7)                                                           | 16.2 (61,2)                                                          | 11.9 (53,4)                                                          | 4.1 (39,4)                                                           | −2.6 (27,3)                                                          | −16.5 (2,3)                                                          | −16.5 (2,3)                                                          | −18,9 (−2,0)                                                         |
| Precipitații mm (inches)                                             | 3.9 (0.154)                                                          | 8.9 (0.35)                                                           | 11.8 (0.465)                                                         | 29.6 (1.165)                                                         | 55.3 (2.177)                                                         | 62.8 (2.472)                                                         | 139.1 (5.476)                                                        | 127.6 (5.024)                                                        | 54.5 (2.146)                                                         | 29.2 (1.15)                                                          | 20.5 (0.807)                                                         | 6.3 (0.248)                                                          | 549,5 (21,634)                                                       |
| Umiditate [%]                                                        | 63                                                                   | 59                                                                   | 57                                                                   | 63                                                                   | 67                                                                   | 64                                                                   | 79                                                                   | 84                                                                   | 77                                                                   | 70                                                                   | 69                                                                   | 67                                                                   | 68,3                                                                 |
| Nr. de zile cu precipitații (≥ 0.1 mm)                               | 2.2                                                                  | 3.4                                                                  | 3.5                                                                  | 4.8                                                                  | 6.2                                                                  | 7.5                                                                  | 11.1                                                                 | 9.3                                                                  | 6.8                                                                  | 5.3                                                                  | 4.4                                                                  | 2.5                                                                  | 67                                                                   |
| Nr. mediu de zile cu ninsoare                                        | 2.9                                                                  | 3.0                                                                  | 0.9                                                                  | 0.2                                                                  | 0                                                                    | 0                                                                    | 0                                                                    | 0                                                                    | 0                                                                    | 0                                                                    | 0.9                                                                  | 2.2                                                                  | 10,1                                                                 |
| Ore însorite                                                         | 137.2                                                                | 149.8                                                                | 201.6                                                                | 222.4                                                                | 247.3                                                                | 224.8                                                                | 193.5                                                                | 188.9                                                                | 181.3                                                                | 177.6                                                                | 150.2                                                                | 137.8                                                                | 2.212,4                                                              |
| Sursă: Administrația Meteorologică din China                         |                                                                      |                                                                      |                                                                      |                                                                      |                                                                      |                                                                      |                                                                      |                                                                      |                                                                      |                                                                      |                                                                      |                                                                      |                                                                      |